# Prorates painteri
Prorates painteri är en tvåvingeart som beskrevs av Akira Nagatomi och Liu 1994. Prorates painteri ingår i släktet Prorates och familjen fönsterflugor.
Artens utbredningsområde är Arizona. Inga underarter finns listade i Catalogue of Life.